# Oskar Jeger

Oskar Jeger (1992)

Oskar Jeger (* 24. Juli 1917 in Lemberg, Österreich-Ungarn; † 14. September 2002) war ein österreichischer Chemiker und Professor an der ETH Zürich.

## Leben
Oskar Jeger besuchte in Lwów die Primarschule und das Gymnasium, an dem er 1935 die Reifeprüfung ablegte. Er war im Herbst 1935 an der mathematisch-naturwissenschaftlichen Fakultät der Johann-Kasimir-Universität immatrikuliert. Von 1936 bis 1940 studierte er Chemie an der ETH Zürich. 1946 promovierte er bei Leopold Ružička. Seitdem war er an der ETH Zürich tätig. Von 1950 bis 1957 war er Privatdozent. 1956 wurde ihm in Anerkennung seiner Verdienste in Lehre und Forschung der Titel eines Professors verliehen. Von 1957 bis 1965 wirkte er als außerordentlicher Professor für Spezielle Organische Chemie und von 1965 bis zu seiner Emeritierung im Jahr 1985 als ordentlicher Professor für Chemie Organischer Naturstoffe.
Er war von 1970 bis 1972 Vorsteher der damaligen Abteilung für Chemie und für mehrere Jahre Vorsteher des Laboratoriums für organische Chemie, dessen Aufbau er als weitsichtiger Planer und ideenreicher Organisator beeinflusst hat.

## Forschung
Seine Forschungstätigkeit auf dem Gebiet der Naturstoffe hat weltweite Anerkennung gefunden.

## Ehrungen und Auszeichnungen
- 1971 Ehrenmitglied der Mexikanischen Chemischen Gesellschaft[4]

## Publikationen (Auswahl)
- Beitrag zur Kenntnis der Triterpene vom Typus des β-Amyrins. Diss. Techn.Wiss. ETH Zürich, Nr. 1298, 1946, doi:10.3929/ethz-a-000096660.
- mit Vladimir Prelog: Leopold Ruzicka 1887–1976. Separatdruck aus Helvetica Chimica Acta, Vol. 66, Vasc. 5, 1983, S. 1307–1342.
- Laboratorium für organische Chemie der ETH Zürich. Zur Entwicklung in den letzten Jahren 25 Jahren. Separatdruck aus SWISS CHEM. Schweizerische Zeitschrift für die chemische Industrie, Vol. 3, Nr. 5, 1981, S. 7–13.